# Sionkyrkan, Björke
Sionkyrkan är en kyrka i Björke, Gävle kommun.